# Santuario di Leporano
Il santuario di Leporano è ubicato su di una piccola altura del Monte Grande, propaggine del Monte Maggiore, dalla quale domina il piccolo borgo medievale di Leporano, frazione del Comune di Camigliano, in provincia di Caserta.
Il santuario è dedicato a "Maria SS. ad rotam montium", ed è tra i più antichi santuari mariani d'Italia; si trova a nord dell'antico borgo, su una collinetta sassosa a 160 m s.l.m., circondato da secolari ulivi. Il nucleo originario risale all'anno mille.
Oggi il santuario è meta di numerosi pellegrinaggi e la sua fama si è diffusa oltre i confini della Campania. Il luogo è tra i più suggestivi di Terra di Lavoro, grazie alla lussureggiante natura e assoluta quiete, che rendono il santuario un'oasi di pace e di raccoglimento per i fedeli.

## Etimologia
L'etimologia più affermata e diffusa è quella che fa derivare il nome Leporano dalla lepre, selvaggina caratteristica del luogo. L'Accademia della Crusca registra infatti levre, leure, quali varianti di lepre. Un simbolo raffigurato nello stemma in marmo murato nel prospetto meridionale del campanile annesso al santuario infatti contiene due lepri fronteggiantesi con il motto "Dormientes Vigilant". Questo motto ribadirebbe la caratteristica di questi animali sempre vigili e pronti a sottrarsi ad ogni insidia; il che si accorderebbe alla tradizionale furbizia del montanaro. Da segnalare la teoria secondo cui il nome "dialettale" del centro, "Luràn" deriverebbe dal nome etrusco della dea Afrodite (Turàn, appunto). 

## Storia e descrizione
Il nucleo originario, risalente all'anno mille, era formato da una piccola cappella che inglobava l'edicola dove è raffigurata la santa Vergine. Il piccolo tempio fu edificato sul luogo dove, si racconta, sia apparsa la Madonna; l'unica strada che conduceva alla cappellina era una mulattiera, che attraversando il Monte Grande, collegava Leporano con il vicino comune di Bellona.
La primitiva costruzione venne ampliata nel 1577, come ricorda l'antica iscrizione fissata nell'imponente portale di ingresso.
La costruzione ha una pianta rettangolare e si sviluppa lungo un asse principale (ovest-est) alle cui estremità si trovano rispettivamente l'altare e l'ingresso. La fabbrica non è di grandi dimensioni e ha un esterno rustico segnato dal tempo, con barbacani che rinforzano le antiche mura, ubicati sui lati lunghi del santuario a mezzogiorno e a settentrione. Sul lato meridionale si trova una piccola scala che permette l'accesso dall'esterno alla sacrestia.